# فيكتور ميندي
فيكتور ميندي (بالفرنسية: Victor Mendy)‏ (22 ديسمبر 1981 بداكار في السنغال - ) هو لاعب كرة قدم سنغالي في مركز الهجوم. شارك مع منتخب السنغال لكرة القدم. أما مع النوادي، فقد لعب مع بوجاسبور ونادي باريس ونادي قبله ونادي كليرمونت 63 ونادي ميتز ونورث إيست يونايتد وVillemomble Sports ‏ وBlanc-Mesnil Sport Football ‏.

## روابط خارجية
- فيكتور ميندي على موقع اتحاد تركيا (لاعب) (الإنجليزية)
- فيكتور ميندي على موقع رابطة كرة القدم الفرنسية للمحترفين (الإنجليزية)
- فيكتور ميندي على موقع قاعدة بيانات كرة القدم.إي يو (الإنجليزية)
- فيكتور ميندي على موقع Soccerway.com (الإنجليزية)
- فيكتور ميندي على موقع AS.com (الإسبانية)